# Исија
Исија Филосторгија (старогрчки Ισιας Φιλοστοργος, 70 - 38. п. н. е.) је била кападокијска принцеза и жена комагенског краља Антиоха I.

## Биографија
Исија је живела у 1. веку пре нове ере. Била је мешовитог грчко-персијског порекла. Oтац јој је био краљ Кападокије Ариобарзан I док јој је мајка била грчка племкиња. Њен брат је Ариобарзан II од Кападокије.
Исија је била удата за комагенског краља Антиоха I и у овом браку рођено је 5 деце:
- Син Митридат II од Комагене, који је наследио свога оца, краља Антиоха I, 38. године п. н. е.
- Кћи Лаодика, супруга Орода II цара Партског царства
- Син Антиоха II од Комагена
- Кћи Антиохије од Комагена
- Кћи Афинаида од Атропатене, супруга Артавазда I, краља Медија Атропатене

Претпоставља се, да је преминула 38. године пре нове ере. Сахрањена је у гробници на месту које се данас назива Каракуш Тумулус, поред ћерки Лаодике и Антиохије и унуке Аке I. У знак сећања на Лаодику, Митридат је подигао погребни споменик. Овај споменик је имао значајне димензије (21 метар), али је до данас сачуван само један стуб са стелом. Стела приказује тренутак руковања Митридата II и Лаодике. Пратећи натпис, иако оштећен, 1938. године било је могуће видети, прочитати и дешифровати:
Велики краљ Митридат, син великог краља Антиоха и краљице Исхије, посветио је овај приказ незалазном сећању на краљицу Лаодику, сестру краља и жену Орода, краља над краљевима, и у њену част
Гробница је уништена након што је цар Веспазијан 72. године припојио Комагену Римском царству, а камен је коришћен за градњу.